# 家屋社会

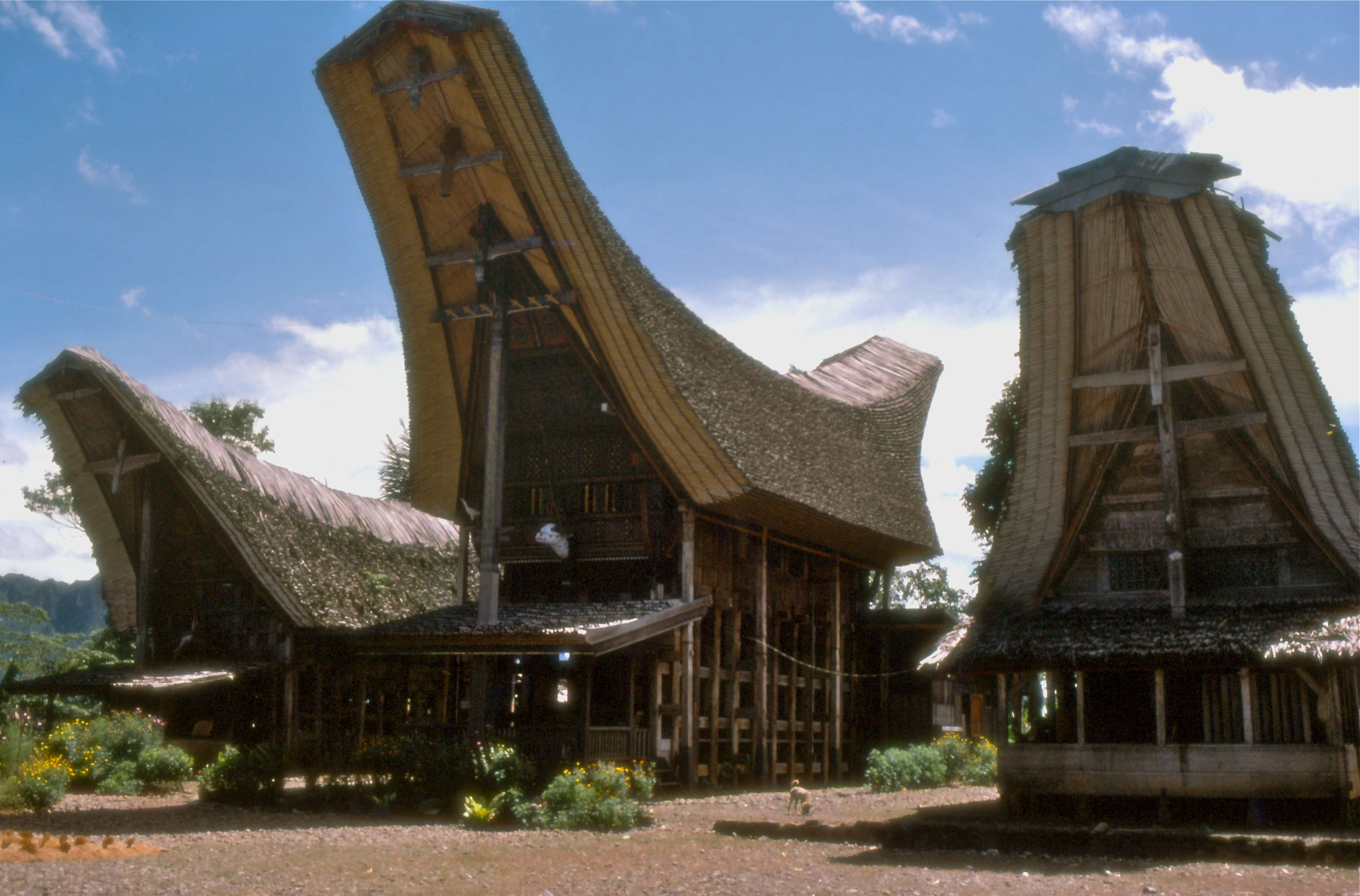
苏拉威西岛托拉查人村莊的三座東閣南

家屋社会是人类学家克勞德·李維-史陀提出的一种理论，是指某些住所、住宅內的成員構成一個社會和政治關係網。相較之下很多地區的社會和政治關係網是依賴於血統和親屬關係來構建，例如溫莎王朝，這些情況就與家屋社会有所不同。有學者根據家屋社會的理論來研究中部美洲、摩鹿加群岛、北非等地方的社會形態。